# You Know You're Right
"You Know You're Right" is een nummer van de Amerikaanse grunge band Nirvana. Het is het eerste nummer op het compilatie-album Nirvana en was onderdeel van de laatste studiosessie van de band.

## Geschiedenis
"You Know You're Right" werd geschreven in 1993 en opgenomen op 30 januari 1994 in de Robert Lang Studio in Seattle. Deze opname werd na Cobain's dood het onderwerp van een jarenlange juridische strijd tussen Courtney Love en de overgebleven bandleden van Nirvana Krist Novoselic en Dave Grohl. Novoselic en Grohl wilden het nummer uitbrengen maar Love blokkeerde de release. In september 2002 werd de rechtszaak tussen Courtney Love en de overgebleven leden van Nirvana beëindigd. "You Know You're Right" werd later dat jaar uitgebracht.

## Andere Versies
In 2004 werd een akoestische demo van het nummer uitgebracht op de box set, With The Lights Out. Deze akoestische demo werd door Cobain opgenomen in 1994, enkele maanden voor zijn zelfmoord. Deze versie werd opnieuw uitgebracht in 2005 op een compilatie-album van de band, Sliver: The Best of the Box. De band voerde het nummer slechts eenmaal in concert uit. Dit was op 23 oktober 1993 in de Aragon Ballroom in Chicago. Van dit optreden bestaat een geluidsopname en hierop kondigt Dave Grohl het volgende nummer aan, namelijk "All Apologies". Oorspronkelijk was dit ook het nummer dat ging worden gespeeld, maar Kurt Cobain besloot op eigen initiatief dit nieuwe nummer te spelen. Wegens de slechte geluidskwaliteit interpreteerden véél fans de titel van het nummer als: "On A Mountain", "I'm A Mountain" of "Autopilot". Daardoor heeft het nummer, tot de officiële release in 2002, op het internet met een van deze titels bekend gestaan.

## Hitlijsten
| Hitlijst (2002)               | Positie |
| ----------------------------- | ------- |
| Finland Airplay Chart         | 45      |
| US Billboard Hot 100          | 45      |
| US Hot Mainstream Rock Tracks | 1       |
| US Hot Modern Rock Tracks     | 1       |